# 11 oktober
11 oktober is de 284ste dag van het jaar (285ste dag in een schrikkeljaar) in de gregoriaanse kalender. Hierna volgen nog 81 dagen tot het einde van het jaar.

## Gebeurtenissen
- Algemeen
  - 1992 - De Russische kustwacht dwingt een schip van de milieu-organisatie Greenpeace rechtsomkeert te maken bij het zonder toestemming binnenvaren van een voormalig testgebied voor kernwapens in de Noordelijke IJszee.
  - 2011 - Jigme Khesar Namgyel Wangchuk, de 31-jarige koning van Bhutan, treedt in het huwelijk met een 20-jarige studente.
  - 2014 - De Braziliaanse stad São Paulo kampt met de ergste droogte in 80 jaar. Door de droogte is de watervoorraad van de stad geslonken tot vijf procent.
  - 2015 - Honderden mensen nemen deel aan een betoging van de Duitse anti-islambeweging Pegida in de Nederlandse stad Utrecht. Het is de eerste Pegida-betoging op Nederlandse bodem.
  - 2015 - Bij een drietal zelfmoordaanslagen op een vismarkt en een vluchtelingenkamp in het westen van Tsjaad komen zeker 38 mensen om het leven.
  - 2015 - Bij een zelfmoordaanslag in het noorden van Kameroen komen negen mensen om het leven.
  - 2016 - Bij een schietpartij in de Sakhi-tempel, een sjiitisch heiligdom, in de Afghaanse hoofdstad Kabul komen zeker veertien mensen om het leven, onder wie de schutter.[1]
  - 2016 - In Duitsland worden drie mensen door een goederentrein overreden.[2]
  - 2017 - De Amsterdamse politie schiet een man dood in het Limburgse Roosteren. Samen met een aantal andere verdachten wilde hij een helikopter gebruiken om een veroordeelde uit de gevangenis in Roermond te bevrijden.
  - 2020 - Op een spoorwegovergang in de Thaise provincie Chachoengsao vallen zeker 17 doden bij een botsing tussen een bus en een trein.[3]
  - 2020 - Bij een botsing tussen twee kleine vliegtuigen boven de Franse stad Loches vallen vijf doden.[4]
  - 2020 - In India ligt het aantal COVID-19-besmettingen nu boven de 7 miljoen. Hiermee is India na de Verenigde Staten nu het land met de meeste besmettingen.[5]
  - 2023 - Bij een ontsporing van een trein in de Indiase deelstaat Bihar vlak bij het treinstation van het dorp Raghunathpur vallen tientallen, meest gewonde, slachtoffers.[6]
  - 2023 - In Eindhoven wordt bij archeologisch onderzoek naast de Sint Catharinakerk een naar schatting 750 jaar oud knuppelpad gevonden.[7][8]
  - 2023 - Het westen van Afghanistan wordt getroffen door een aardbeving met een kracht van 6,3 op de schaal van Richter met het epicentrum zo'n 30 kilometer ten noordwesten van de stad Herat. Dit is hetzelfde gebied waar op 7 oktober 2023 een even krachtige aardbeving duizenden slachtoffers eiste.[9]
- Infrastructuur
  - 1978 - Koningin Juliana opent de vernieuwde Moerdijkbrug over het Hollands Diep.[10]
  - 2008 - Op station Gouda botsen een omgeleide Thalys-trein en de intercity Den Haag - Groningen tegen elkaar waardoor het treinverkeer rond Gouda wordt gestremd.
- Economie
  - 2005 - Microsoft schikt de zaak rondom de mediaspelers met concurrent RealNetworks door een bedrag van 761 miljoen dollar te betalen.
- Media
  - 1965 - Eerste uitzending van Hilversum III.[10]
  - 1978 - Veronica Omroep Organisatie zendt op Nederland 2 de eerste aflevering van Countdown uit.[11]
  - 2020 - Wie van de Drie opnieuw op televisie, dit keer bij SBS6.
- Oorlog
  - 1797 - Zeeslag bij Camperduin.[10]
  - 1899 - Begin van de Tweede Boerenoorlog tussen Nederlandstalige Boeren uit Transvaal en de Oranje Vrijstaat tegen het Britse Rijk.
  - 1992 - Bemiddelaars van de Verenigde Naties vliegen naar UNITA-leider Jonas Savimbi om een opleving van de burgeroorlog in Angola te voorkomen. Ze namen die stap nadat bij zware gevechten tussen UNITA en militairen in de hoofdstad Luanda vijf doden waren gevallen.
  - 2015 - Bij een Israëlische luchtaanval op Hamas-doelen in de Gazastrook komen een Palestijnse zwangere vrouw en haar driejarige dochter om het leven.
  - 2015 - Bij Turkse luchtaanvallen op PKK-doelen in het zuidoosten van Turkije en in Noord-Irak komen 14 strijders van de Koerdische beweging om het leven.
- Politiek
  - 1614 - Adriaen Block en 12 andere Amsterdamse kooplieden verzoeken de Staten Generaal om exclusieve handelsrechten in de kolonie Nieuw-Nederland.
  - 1970 - Laatste gemeenteraadsverkiezingen voor de herschikking van gemeenten in België.
  - 1980 - De politieke partijen KVP, ARP en CHU fuseren tot het CDA.[10]
  - 1987 - De West-Duitse politicus Uwe Barschel wordt dood aangetroffen in een hotelkamer in Genève.
  - 2005 - In Liberia vinden de eerste vrije verkiezingen sinds 1997 plaats.
  - 2005 - Het Generatiepact wordt door de regering-Verhofstadt II aan het Belgische parlement voorgesteld.
  - 2010 - In Kirgizië komt de nationalistische oppositiepartij Ata-Ğurt, die de afgezette president Koermanbek Bakijev steunt, met 8,88 procent van de stemmen als winnaar van de parlementsverkiezingen uit de bus. De sociaaldemocratische SDPK van regerend president Roza Otoenbajeva volgt, met 8,04 procent.
  - 2014 - De centrumrechtse Regering-Michel I legt de eed af in Brussel.
  - 2015 - De Wit-Russische leider Aleksandr Loekasjenko wint de presidentsverkiezingen.
  - 2015 - Het Nepalese parlement kiest de communist Khadga Prasad Oli als premier van het land.
  - 2016 - De Tweede Kamer stelt een parlementaire enquête in naar belastingconstructies die via Nederland lopen. Aanleiding hiervoor zijn de onthullingen in de Panama Papers.[12]
  - 2016 - De Turkse regering laat 125 politieagenten arresteren wegens vermeende banden met de Gülen-beweging.[13]
  - 2017 - Als het parlement het raadgevend referendum intrekt, kunnen burgers dit dwarsbomen met een referendum. Want ook een intrekkingswet is 'referendabel', stelt de Raad van State, de hoogste juridisch adviseur van de regering.
  - 2017 - Het geduld van de Spaanse regering met Catalonië raakt op. De Spaanse premier Mariano Rajoy vraagt Catalonië om opheldering: is de onafhankelijkheid nu uitgeroepen of niet?
  - 2023 - In Israël komt een oorlogskabinet tot stand dat zich alleen zal bezighouden met alles rondom de oorlog met Hamas. Het kabinet bestaat uit premier Benjamin Netanyahu, Benjamin Gantz en Yoav Gallant, de huidige minister van Defensie.[14]
- Religie
  - 1303 - Conclaaf volgend op de dood van Paus Bonifatius VIII.
  - 1954 - Encycliek Ad Caeli Reginam van Paus Pius XII over Maria Koningin.
  - 1962 - Paus Johannes XXIII opent in Rome het Tweede Vaticaans Concilie.
  - 2000 - Oprichting van de rooms-katholieke Missio sui juris Bakoe in Azerbeidzjan.
  - 2009 - Heiligverklaring Pater Damiaan door Paus Benedictus XVI.[10]
- Sport
  - 1978 - Het Nederlands voetbalelftal wint in Bern met 3-1 van Zwitserland in de kwalificatiereeks voor het EK voetbal 1980.
  - 1980 - Het Nederlands voetbalelftal speelt in Eindhoven met 1-1 gelijk tegen West-Duitsland. Bondscoach Jan Zwartkruis laat vijf spelers debuteren in het oefenduel van Oranje: doelman Hans van Breukelen (FC Utrecht), Martin Jol (FC Twente), Jos Jonker (AZ'67), Pier Tol (AZ'67) en Keje Molenaar (Ajax).
  - 1980 - Julien Grimon wint de eerste editie van de marathon van Antwerpen in een tijd van 2:22.05.
  - 1995 - Onder meer dankzij een hattrick van Marc Overmars wint het Nederlands voetbalelftal met 4-0 van Malta in de EK-kwalificatiereeks.
  - 2012 - Het dopingschandaal rond wielrenner en zevenvoudig winnaar van de Ronde van Frankrijk Lance Armstrong breidt zich steeds verder uit na nieuwe onthullingen over de organisatie rond het jarenlange dopinggebruik.
  - 2013 - Robin van Persie scoort drie keer in de WK-kwalificatiewedstrijd tegen Hongarije (8-1) en wordt met 41 treffers Nederlands topscorer aller tijden.
  - 2013 - Met een overwinning tegen Kroatië slagen de Rode Duivels erin zich te kwalificeren voor het WK voetbal in Brazilië. Het is voor het eerst sinds het WK in 2002 dat het Belgisch voetbalelftal present zal zijn op een groot voetbaltoernooi.
  - 2015 - Met het Albanees voetbalelftal dwingt bondscoach Gianni De Biasi plaatsing af voor het Europees kampioenschap 2016 in Frankrijk door met 3–0 te winnen in en tegen Armenië. Niet eerder plaatste het land zich voor een eindtoernooi.
  - 2016 - Milovan Rajevac wordt ruim drie maanden na zijn aanstelling alweer ontslagen als bondscoach van de Algerijnse voetballers. Het resultaat in de eerste WK-kwalificatiewedstrijd onder leiding van de Servische trainer is niet goed genoeg in de ogen van de bestuurders van de bond.
  - 2017 - De Italiaanse tennisser Fabio Fognini krijgt een boete van 81.000 euro wegens wangedrag tijdens de US Open van ruim een maand eerder.
  - 2017 - Panama plaatst zich voor het eerst in de geschiedenis voor het WK voetbal. De ploeg uit Centraal-Amerika wint de laatste kwalificatiewedstrijd tegen Costa Rica met 2-1. De doelpuntenmakers van Panama zijn Román Torres en Gabriel Torres.
  - 2021 - In Rotterdam wint het Nederlands voetbalelftal de WK-kwalificatiewedstrijd tegen Gibraltar met 6-0.[15]
- Wetenschap en technologie
  - 1939 - Manhattanproject: president Franklin D. Roosevelt wordt gevraagd snel de atoombom te laten ontwikkelen.[10]
  - 1968 - Lancering van Apollo 7 met NASA astronauten Wally Schirra, Donn Eisele en Walter Cunningham, de eerste missie van het Amerikaanse Apolloprogramma die een bemanning in de ruimte brengt.[16]
  - 1970 - De Boeing 747-200 maakt z'n eerste vlucht.
  - 1984 - Kathryn Sullivan is de eerste Amerikaanse vrouw die een ruimtewandeling maakt.
  - 1995 - De Nobelprijs voor Scheikunde wordt toegekend aan Mario Molina, Sherwood Rowland en Paul Crutzen voor hun bewijs dat cfk's de ozonlaag aantasten.
  - 2011 - De prijs van de Zweedse Rijksbank voor economie (Nobelprijs voor de Economie) wordt toegekend aan Peter Diamond, Dale Mortensen en Christopher Pissarides voor hun onderzoek naar fricties op arbeidsmarkten.
  - 2012 - De Chinese schrijver Mo Yan krijgt de Nobelprijs voor Literatuur toegekend.
  - 2013 - De Organisatie voor het Verbod op Chemische Wapens, met zetel in Den Haag, krijgt de Nobelprijs voor de Vrede toegekend.
  - 2018 - Lancering van een Sojoez raket van Roskosmos met het Sojoez MS-10 ruimtevaartuig vanaf Bajkonoer Kosmodroom met als bemanningsleden de Amerikaanse astronaut Nick Hague en de Russische kosmonaut Aleksej Ovtsjinin. Enkele minuten na de lancering ontstaat er een probleem met de draagraket waardoor het ruimtevaartuig terug valt. De bemanningsleden overleven het incident.[17]
  - 2019 - De Ethiopische eerste minister Abiy Ahmed krijgt de Nobelprijs voor de Vrede toegekend voor zijn inspanningen in het vredesproces tussen Ethiopië en Eritrea.
  - 2021 - De Nobelprijs voor de Economie wordt dit jaar toegekend aan Nederlands-Amerikaanse Guido Imbens, de Amerikaan Joshua Angrist voor hun onderzoek uit 1994 naar de mogelijkheid van zogenoemde natuurlijke experimenten om causale verbanden uit te leggen en de Amerikaan David Card voor zijn empirische bijdragen aan de arbeidseconomie begin jaren 90.[18]
  - 2023 - In het Johnson Space Center in Houston onthult NASA het monster van de planetoïde (101955) Bennu dat door het OSIRIS-Rex ruimtevaartuig is genomen en dat 24 september 2023 op Aarde is aangekomen. De eerste voorlopige onderzoeksresultaten wijzen uit dat het materiaal rijk is aan water en koolstofhoudende verbindingen.[19][20][21]

## Geboren

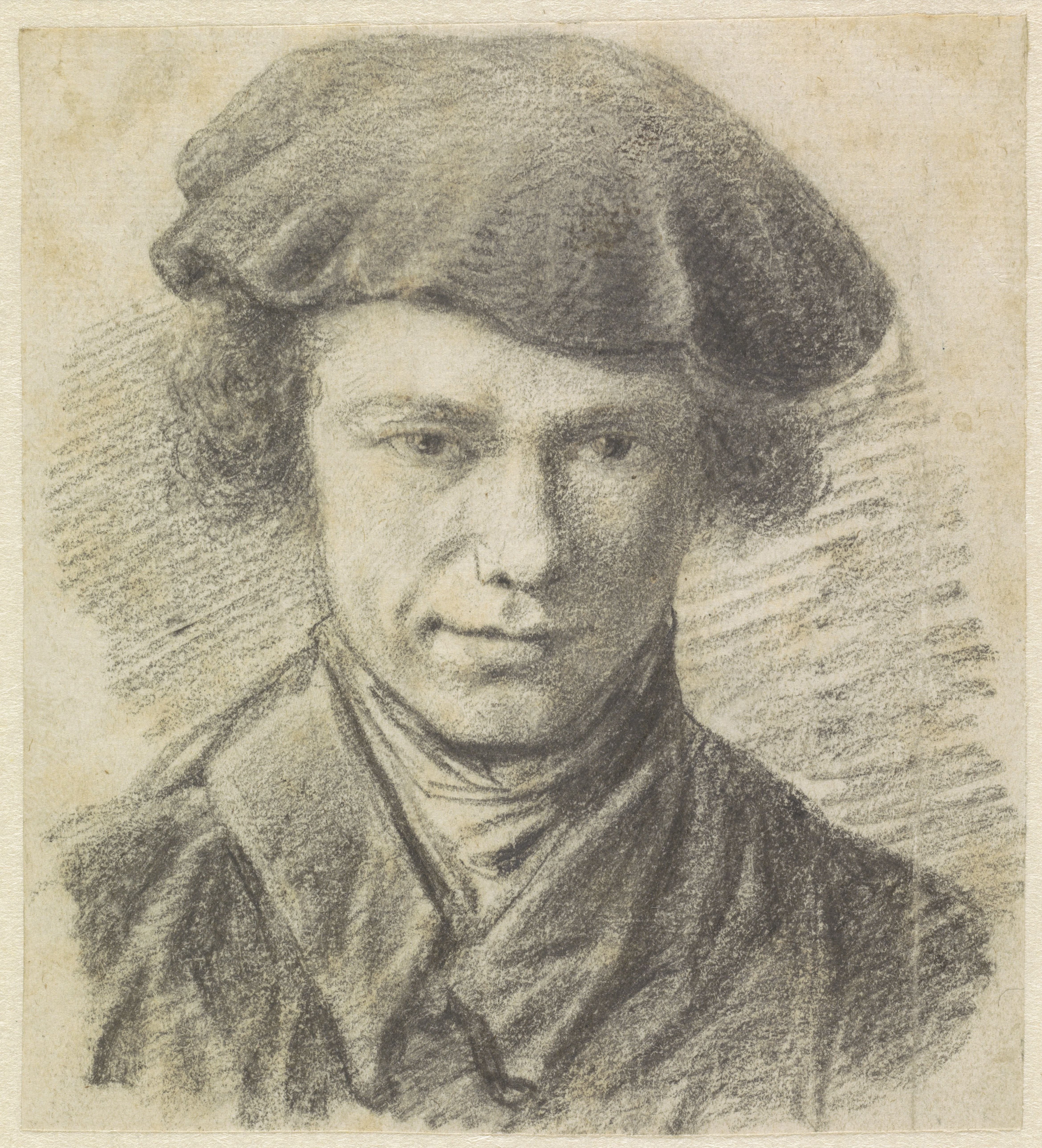
Barend Cornelis Koekkoek,
geboren in 1803

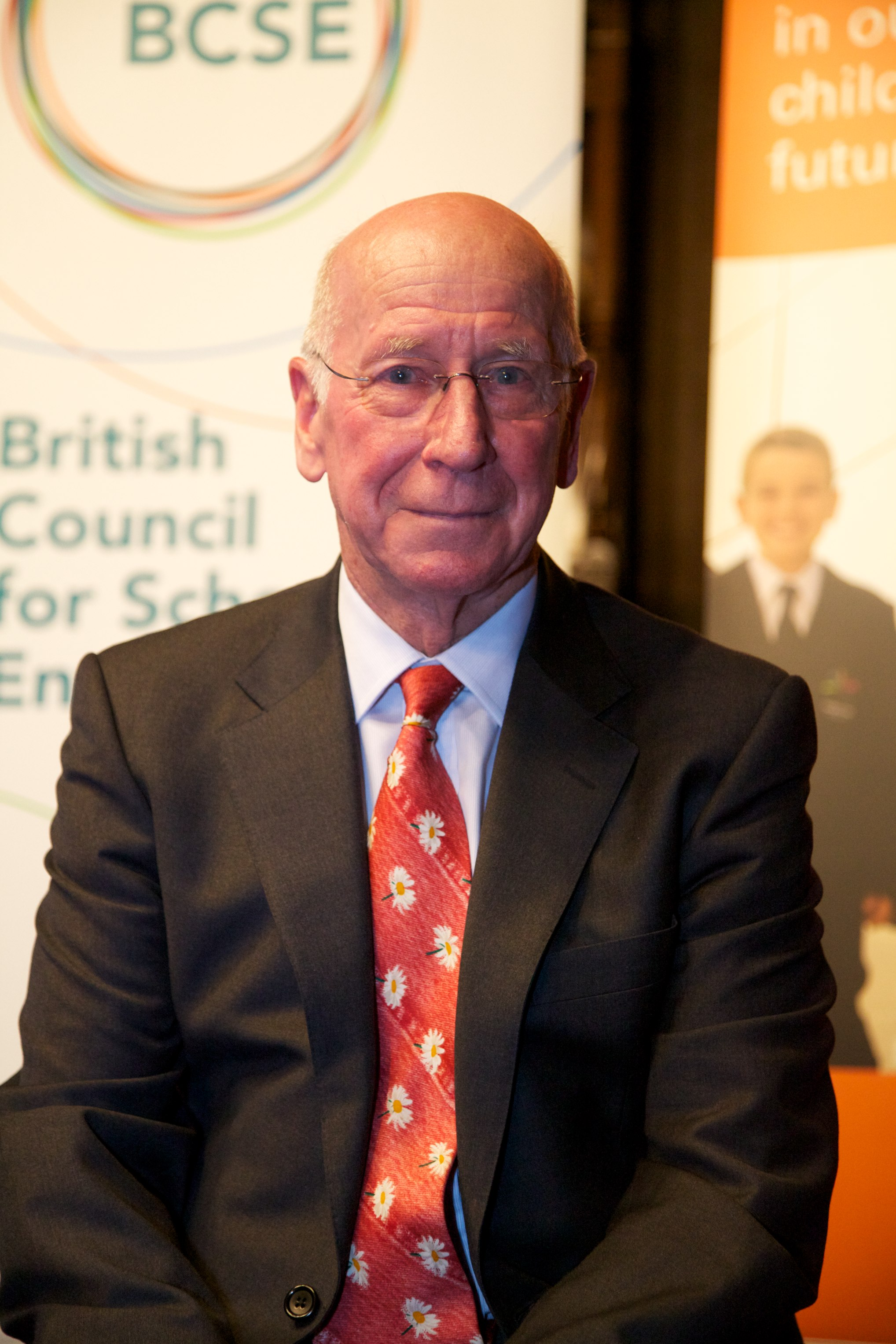
Bobby Charlton,
geboren in 1937

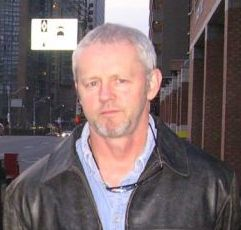
David Morse,
geboren in 1953

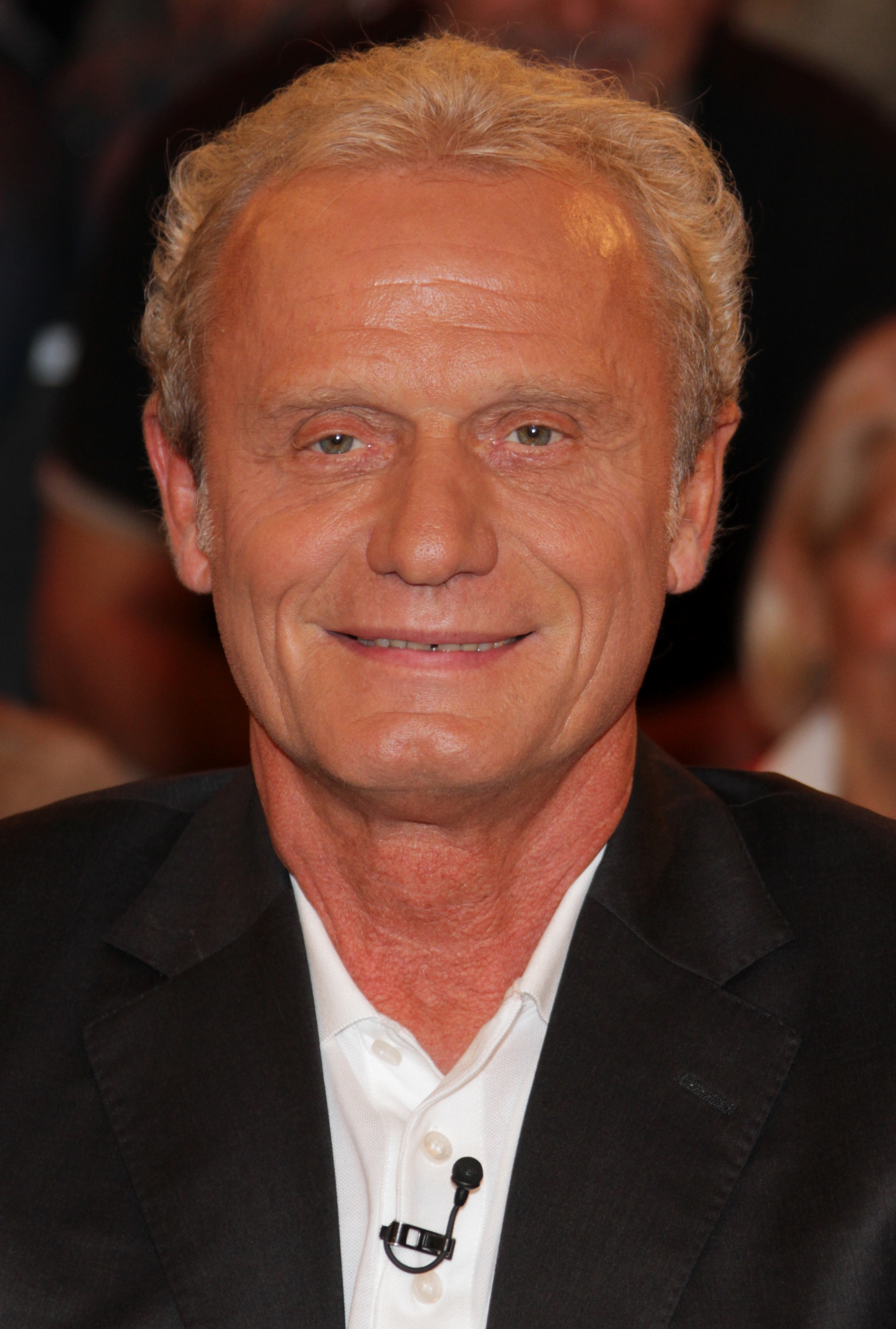
Hans-Peter Briegel,
geboren in 1955

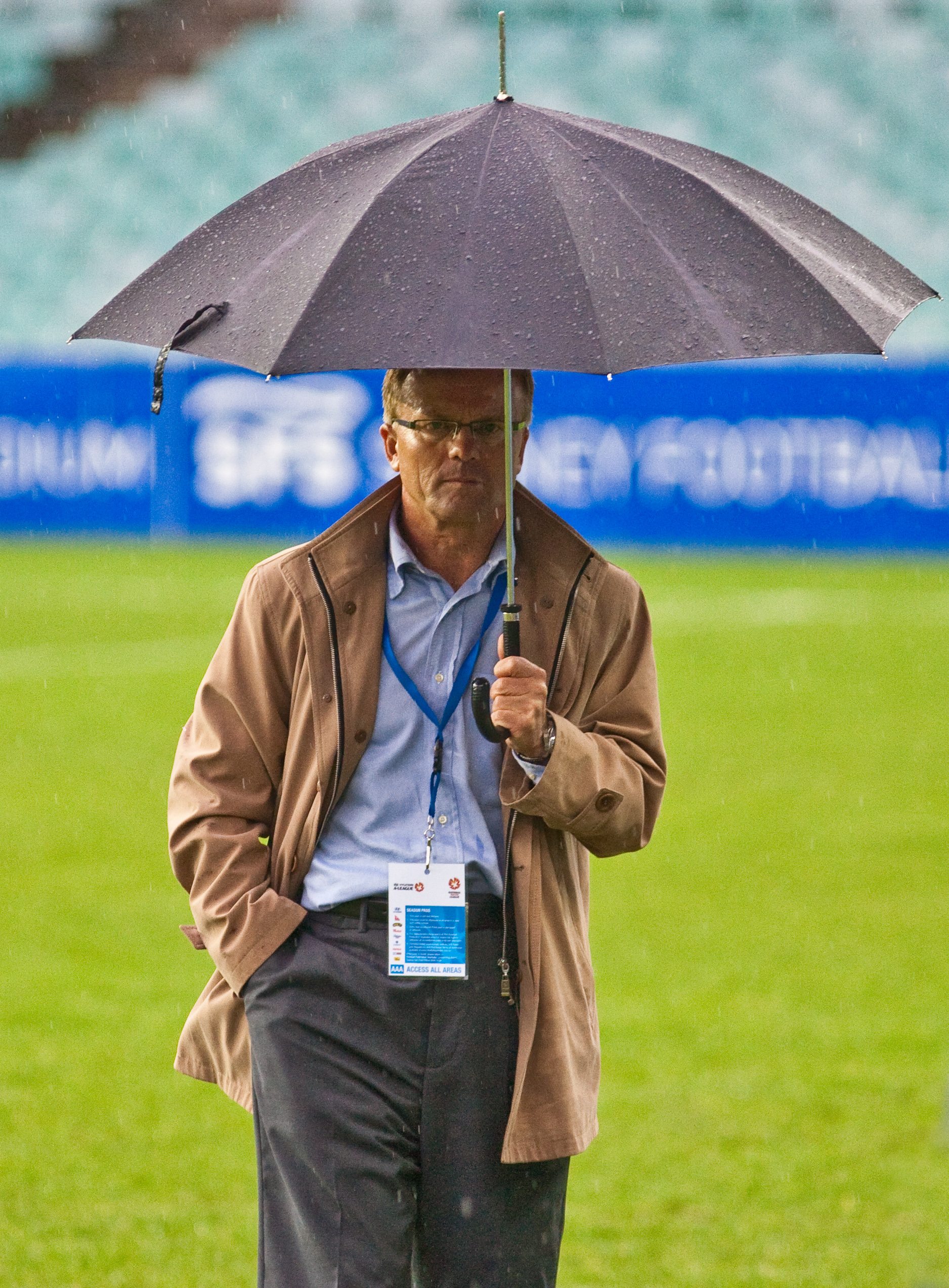
Branko Čulina,
geboren in 1957

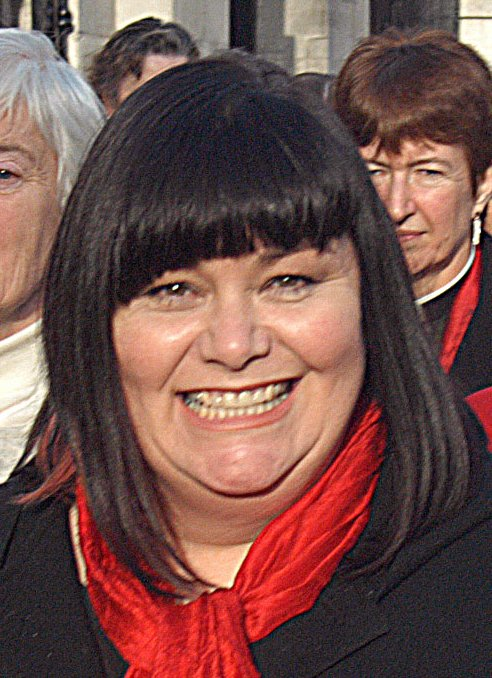
Dawn French,
geboren in 1957

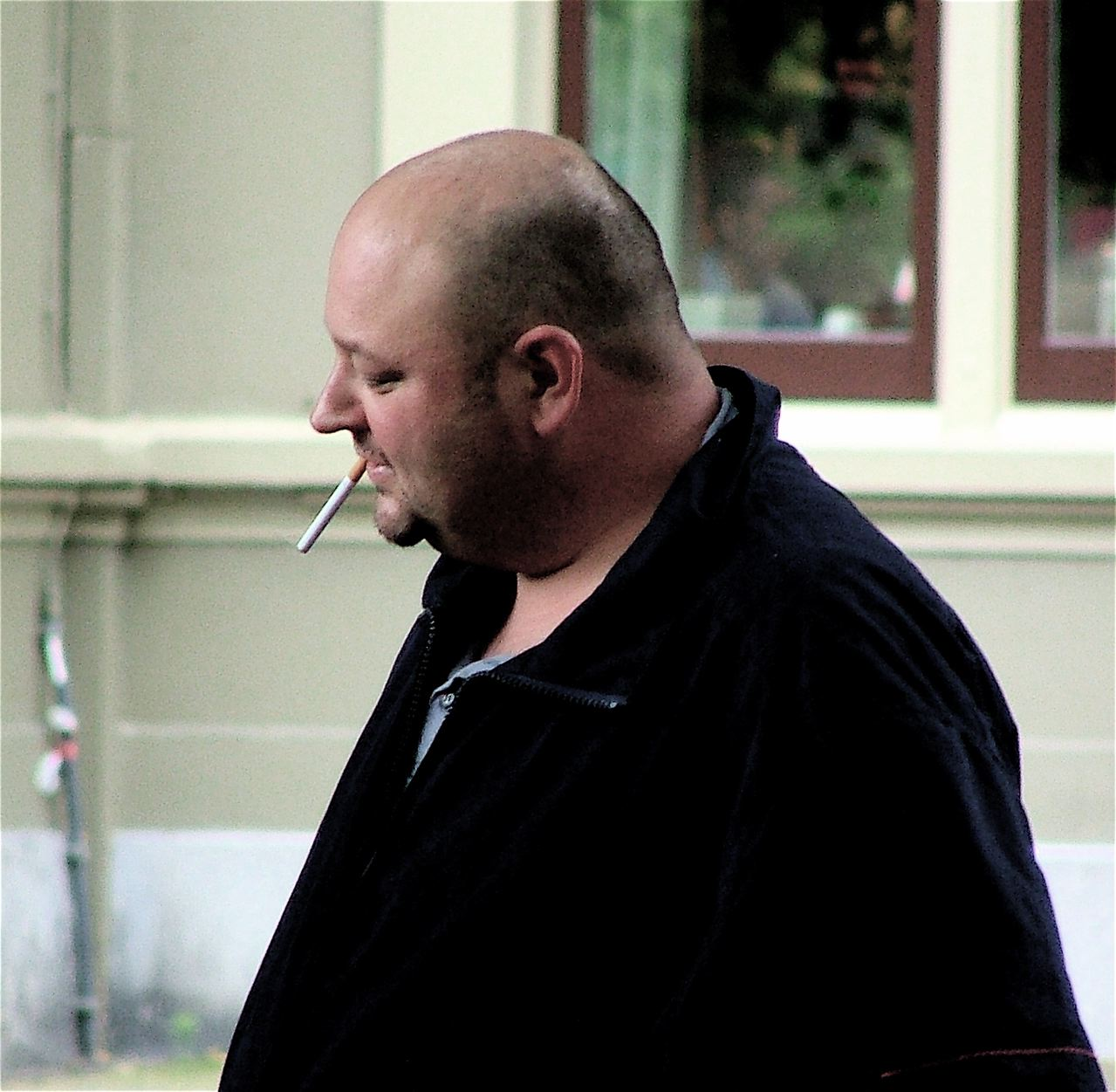
Edo Brunner,
geboren in 1970

- 1671 - Frederik IV van Denemarken, koning van Denemarken en Noorwegen (overleden 1730)
- 1803 - Barend Cornelis Koekkoek, Nederlands kunstschilder (overleden 1862)
- 1804 - Napoleon Lodewijk Bonaparte (overleden 1831)
- 1815 - Pierre Napoleon Bonaparte, Frans politicus; neef van Napoleon Bonaparte (overleden 1881)
- 1839 - Jeanne Merkus, Nederlands avonturierster (overleden 1897)
- 1844 - Henry John Heinz, Amerikaans zakenman; oprichter van de H.J. Heinz Company (overleden 1919)
- 1857 - El Marinero, Spaans torero (overleden 1910)
- 1872 - Emily Davison, Engels suffragette (overleden 1913)
- 1884 - Eleanor Roosevelt, first lady van de Verenigde Staten (overleden 1962)
- 1885 - James Angus Gillan, Brits roeier (overleden 1981)
- 1885 - Alfréd Haar, Hongaars wiskundige (overleden 1933)
- 1885 - François Mauriac, Frans schrijver (overleden 1970)
- 1889 - Imre Schlosser, Hongaars voetballer (overleden 1959)
- 1891 - Hans Liesche, Duits atleet (overleden 1979)
- 1895 - Abraham de Korte, Nederlands verzetsstrijder (overleden 1945)
- 1902 - Bruno Müller, Duits roeier (overleden 1975)
- 1905 - Jean-Marie Villot, Frans kardinaal-staatssecretaris (overleden 1979)
- 1908 - Yves Joly, Frans komiek, poppenspeler en -ontwerper, en theatervormgever (overleden 2013)
- 1911 - Nello Pagani, Italiaans auto- en motorcoureur (overleden 2003)
- 1911 - Gertrudes Johannes Resink, Nederlands-Indonesisch dichter, essayist en geleerde (overleden 1997)
- 1911 - Juan Carlos Zabala, Argentijns atleet (overleden 1983)
- 1912 - Anton van der Waals, Nederlands spion (overleden 1950)
- 1913 - Joe Simon, Amerikaans stripauteur (overleden 2011)
- 1914 - Reuben Fine, Amerikaans schaker (overleden 1993)
- 1915 - T. Llew Jones, Welsh schrijver (overleden 2009)
- 1917 - Verné Lesche, Fins schaatsster (overleden 2002)
- 1918 - Jerome Robbins, Amerikaans choreograaf (overleden 1998)
- 1919 - Art Blakey, Amerikaans jazzdrummer (overleden 1990)
- 1920 - Cor Coster, Nederlands voetbalmakelaar (overleden 2008)
- 1920 - James Aloysius Hickey, Amerikaans kardinaal-aartsbisschop van Washington DC (overleden 2004)
- 1922 - André Batenburg, Nederlands bankier (overleden 2002)
- 1924 - Isagani Cruz, Filipijns rechter (overleden 2013)
- 1924 - Mal Whitfield, Amerikaans atleet (overleden 2015)
- 1925 - Aimé Bequet, Belgisch atleet
- 1925 - Albert Dayer, Belgisch atleet (overleden 1987)
- 1925 - Elmore Leonard, Amerikaans schrijver en scenarist (overleden 2013)
- 1926 - Thich Nhat Hanh, Vietnamees monnik, dichter en vredesactivist (overleden 2022)
- 1927 - Josephine Charlotte van België, echtgenote van groothertog Jan van Luxemburg (overleden 2005)
- 1927 - Tony Kinsey, Brits jazzdrummer, orkestleider en componist (overleden 2025)
- 1928 - Joseph Duval, Frans rooms-katholiek aartsbisschop (overleden 2009)
- 1928 - Alfonso de Portago, Spaans autocoureur (overleden 1957)
- 1929 - Daniël Wayenberg, Nederlands componist en pianist (overleden 2019)
- 1930 - Koos Reugebrink, Nederlands hoogleraar belastingrecht (overleden 2008)
- 1932 - Joop Goudsblom, Nederlands socioloog (overleden 2020)
- 1932 - Sergio Toppi, Italiaans illustrator, striptekenaar en cartoonist (overleden 2012)
- 1932 - André Truyman, Belgisch priester, journalist, publicist en programmamaker (overleden 2022)
- 1932 - Dottie West, Amerikaans countryzangeres (overleden 1991)
- 1935 - Jan van Vlijmen, Nederlands componist (overleden 2004)
- 1936 - Jean-Maurice Dehousse, Belgisch politicus (overleden 2023)
- 1937 - Bobby Charlton, Engels voetballer (overleden 2023)
- 1938 - Erik Van Biervliet, Belgisch architect (overleden 1996)
- 1939 - Louis Bril, Belgisch politicus
- 1939 - Maria Bueno, Braziliaans tennisster (overleden 2018)
- 1939 - Zenon Grocholewski, Pools kardinaal en Curielid (overleden 2020)
- 1939 - Willy Monty, Belgisch wielrenner (overleden 2014)
- 1942 - Amitabh Bachchan, Indiaas acteur
- 1943 - Ton Lebbink, Nederlands dichter en drummer (overleden 2017)
- 1943 - John Nettles, Brits acteur
- 1946 - Daryl Hall, Amerikaans zanger, musicus, songwriter en producer
- 1947 - Gerrit Vooys, Nederlands voetballer
- 1948 - Peter Turkson, Ghanees kardinaal
- 1949 - Werner Pokorny, Duits beeldhouwer (overleden 2022)
- 1950 - Jaime Córdoba, Curaçaos politicus (overleden 2024)
- 1951 - Goa Gil (Gilbert Levey), Amerikaans diskjockey (overleden 2023)
- 1952 - Arnol Kox, Nederlands straatprediker (overleden 2020)
- 1953 - Jorginho Carvoeiro, Braziliaans voetballer (overleden 1977)
- 1953 - David Morse, Amerikaans acteur
- 1954 - Vojislav Šešelj, Servisch politicus
- 1954 - Wim Daniëls, Nederlands schrijver
- 1955 - Hans-Peter Briegel, Duits voetballer
- 1956 - Nicanor Duarte, Paraguayaans president
- 1957 - Branko Čulina, Kroatisch voetballer en voetbaltrainer
- 1957 - Francky Dury, Belgisch voetballer en voetbaltrainer
- 1957 - Luciano Favero, Italiaans voetballer
- 1957 - Dawn French, Brits comédienne en actrice
- 1957 - Hans Gerritsen, Nederlands politicus
- 1957 - Martin Wimmer, Duits motorcoureur
- 1959 - Rick Engelkes, Nederlands acteur
- 1959 - Paul Haghedooren, Belgisch wielrenner (overleden 1997)
- 1959 - Gregory Kaidanov, Amerikaans schaker
- 1959 - Michiel Schapers, Nederlands tennisser en tenniscoach
- 1960 - Anne van Schuppen, Nederlands atlete
- 1961 - Dirk Meynendonckx, Belgisch acteur
- 1962 - Joan Cusack, Amerikaans actrice
- 1962 - Anne Enright, Iers schrijver
- 1963 - Rein Kolpa, Nederlands klassiek tenor en (musical)acteur
- 1963 - Ronny Rosenthal, Israëlisch voetballer
- 1963 - Pieter Smit, Nederlands burgemeester (overleden 2018)
- 1963 - Fernando Villavicencio, Ecuadoriaans journalist en politicus (overleden 2023)
- 1964 - Uwe Ampler, Duits wielrenner
- 1965 - Geert Mul, Nederlands videokunstenaar
- 1966 - Luke Perry, Amerikaans acteur (overleden 2019)
- 1966 - Sergej Soerovikin, Russisch generaal
- 1968 - Gordon Groothedde, Nederlands muziekproducent
- 1968 - Jane Krakowski, Amerikaans actrice
- 1968 - Johnny Villarroel, Boliviaans voetballer
- 1969 - Tetjana Teresjtsjoek-Antipova, Oekraïens hordeloopster
- 1969 - Prins Constantijn, jongste zoon van prinses Beatrix en prins Claus
- 1970 - Edo Brunner, Nederlands acteur en presentator
- 1971 - Chann McRae, Amerikaans wielrenner en triatleet
- 1972 - Cléber Eduardo Arado, Braziliaans voetballer (overleden 2021)
- 1972 - Claudia Black, Australisch actrice
- 1972 - Kyoko Ina, Amerikaans kunstschaatsster
- 1973 - Tomáš Konečný, Tsjechisch wielrenner
- 1973 - Dirk Van Vooren, Belgisch komiek
- 1974 - Xander van der Wulp, Nederlands politiek tv-journalist
- 1975 - Ilirjan Suli, Albanees gewichtheffer
- 1976 - Emily Deschanel, Amerikaans actrice
- 1976 - Adriana Málková, Tsjechisch (naakt)model
- 1977 - Jelena Berezjnaja, Russisch kunstschaatsster
- 1977 - Matt Bomer, Amerikaans acteur
- 1978 - Reinfried Herbst, Oostenrijks alpineskiër
- 1980 - Robert Christopher Riley, Amerikaans acteur
- 1980 - Christoph Soukup, Oostenrijks mountainbiker
- 1981 - Samantha Arsenault, Amerikaans zwemster
- 1981 - Ayad Lamdassem, Marokkaans/Spaans atleet
- 1982 - Ansi Agolli, Albanees voetballer
- 1982 - Oleh Moisejev, Wit-Russisch schaatser
- 1982 - Martina Müller, Duits tennisster
- 1982 - Mauricio Victorino, Uruguayaans voetballer
- 1983 - Roeslan Ponomarjov, Oekraïens schaker
- 1983 - The Flexican (Thomás Goethals), Nederlands diskjockey
- 1984 - Sebastian Ernst, Duits atleet
- 1984 - Aleksandr Smirnov, Russisch kunstschaatser
- 1985 - Annette Gerritsen, Nederlands schaatsster
- 1985 - Bram van Polen, Nederlands voetballer
- 1985 - Michelle Trachtenberg, Amerikaans actrice (overleden 2025)
- 1986 - Mascha Feoktistova, Nederlands vlogger en blogger
- 1986 - Koos Jeroen Kers, Nederlands wielrenner
- 1987 - Mike Conley Jr., Amerikaans basketballer
- 1987 - Timo Furuholm, Fins voetballer
- 1988 - Mekonnen Gebremedhin, Ethiopisch atleet
- 1988 - Mario Todorović, Kroatisch zwemmer
- 1989 - Dylan Girdlestone, Zuid-Afrikaans wielrenner
- 1989 - Anton Nebylitskiy, Russisch autocoureur
- 1989 - Zoran Nižić, Kroatisch voetballer
- 1991 - Kika van Es, Nederlands voetbalster
- 1991 - Jakub Śmiechowski, Pools autocoureur
- 1991 - Davide Uccellari, Italiaans triatleet
- 1992 - Cardi B, Amerikaans zangeres
- 1992 - Abraham Cheroben, Keniaans-Bahreins atleet
- 1994 - Adelina Engman, Fins voetbalster
- 1995 - Luisa Maria van België, prinses van België en aartshertogin van Oostenrijk
- 1996 - Maaike de Waard, Nederlands zwemster
- 1996 - Lineth Beerensteyn, Nederlands voetbalster
- 1997 - Georg Zimmermann, Duits wielrenner
- 1998 - James Roe jr., Iers autocoureur
- 1999 - Jasmijn Bakker, Nederlands atlete
- 2001 - Jack Young, Noord-Iers autocoureur
- 2002 - Daniëlle de Jong, Nederlands voetbalster
- 2006 - Smilla Holmberg, Zweeds voetbalster

## Overleden

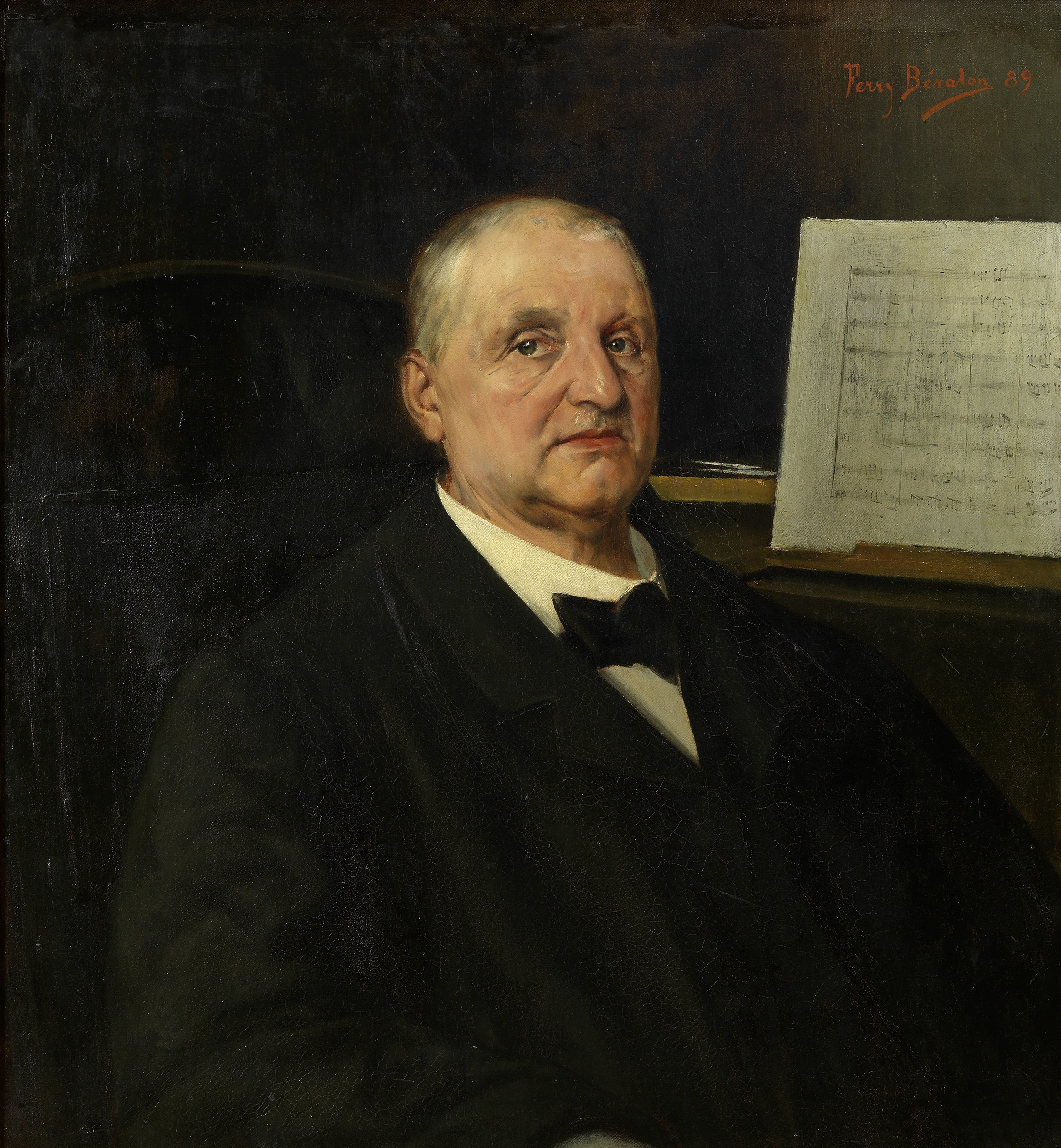
Anton Bruckner,
overleden in 1896

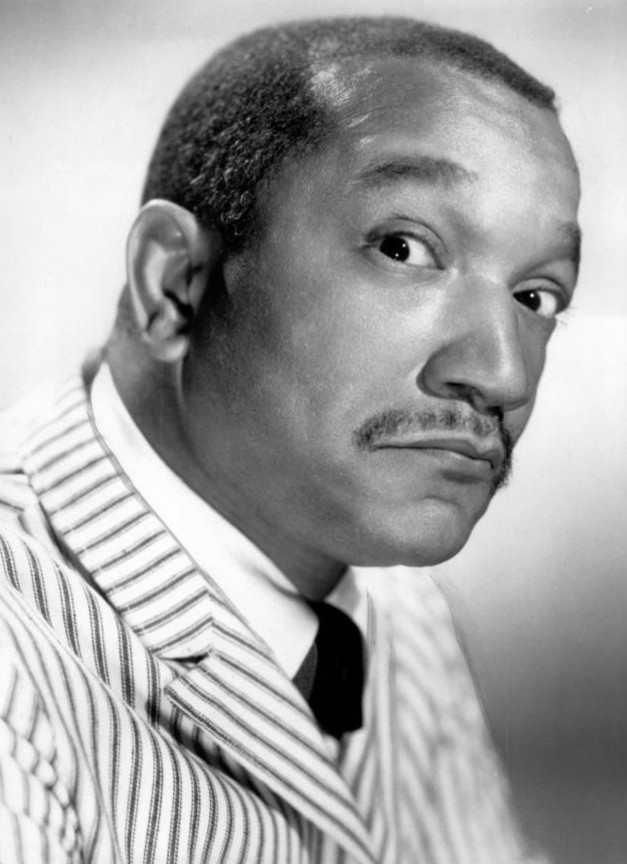
Redd Foxx,
overleden in 1991

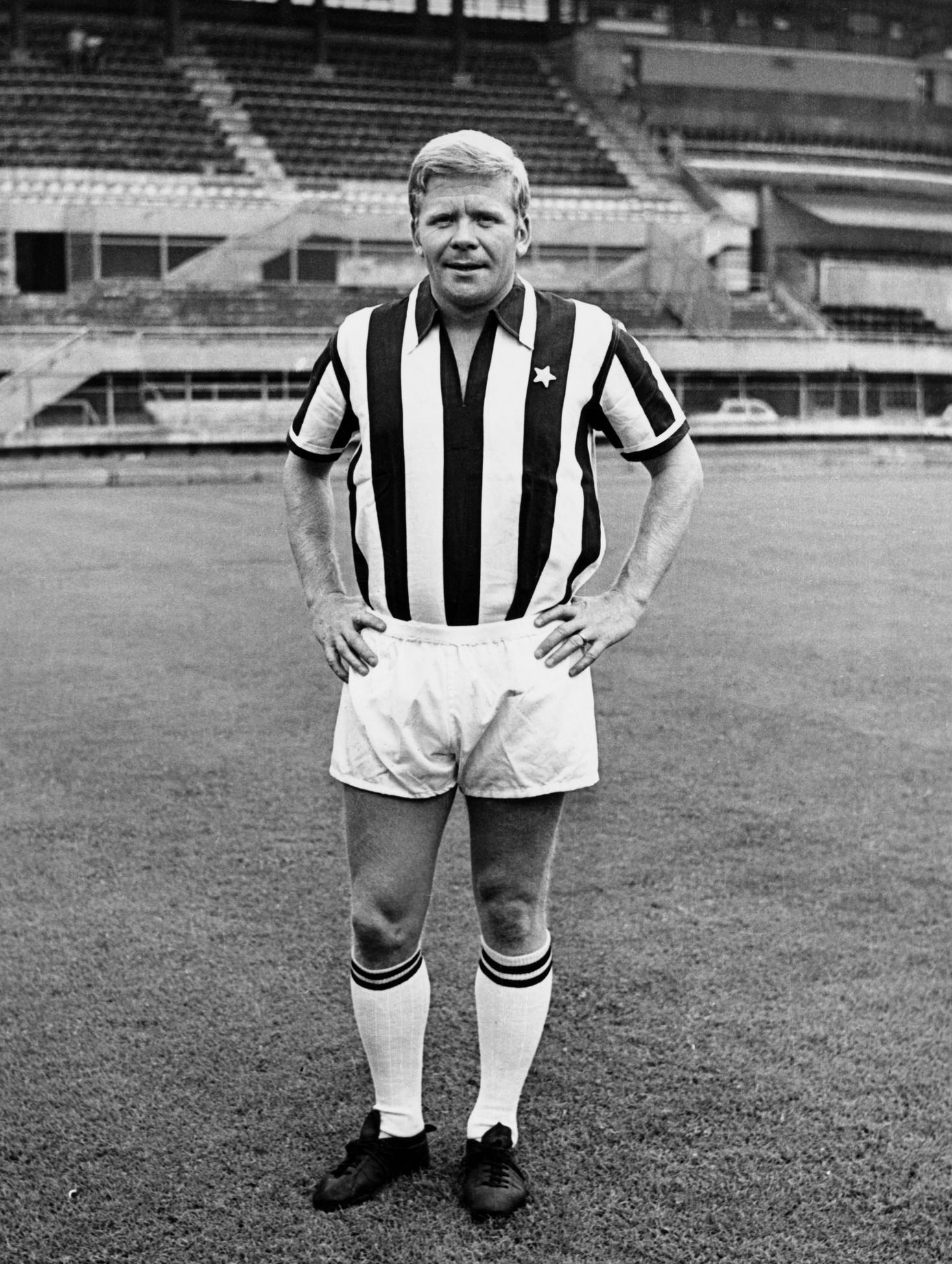
Helmut Haller,
overleden in 2012

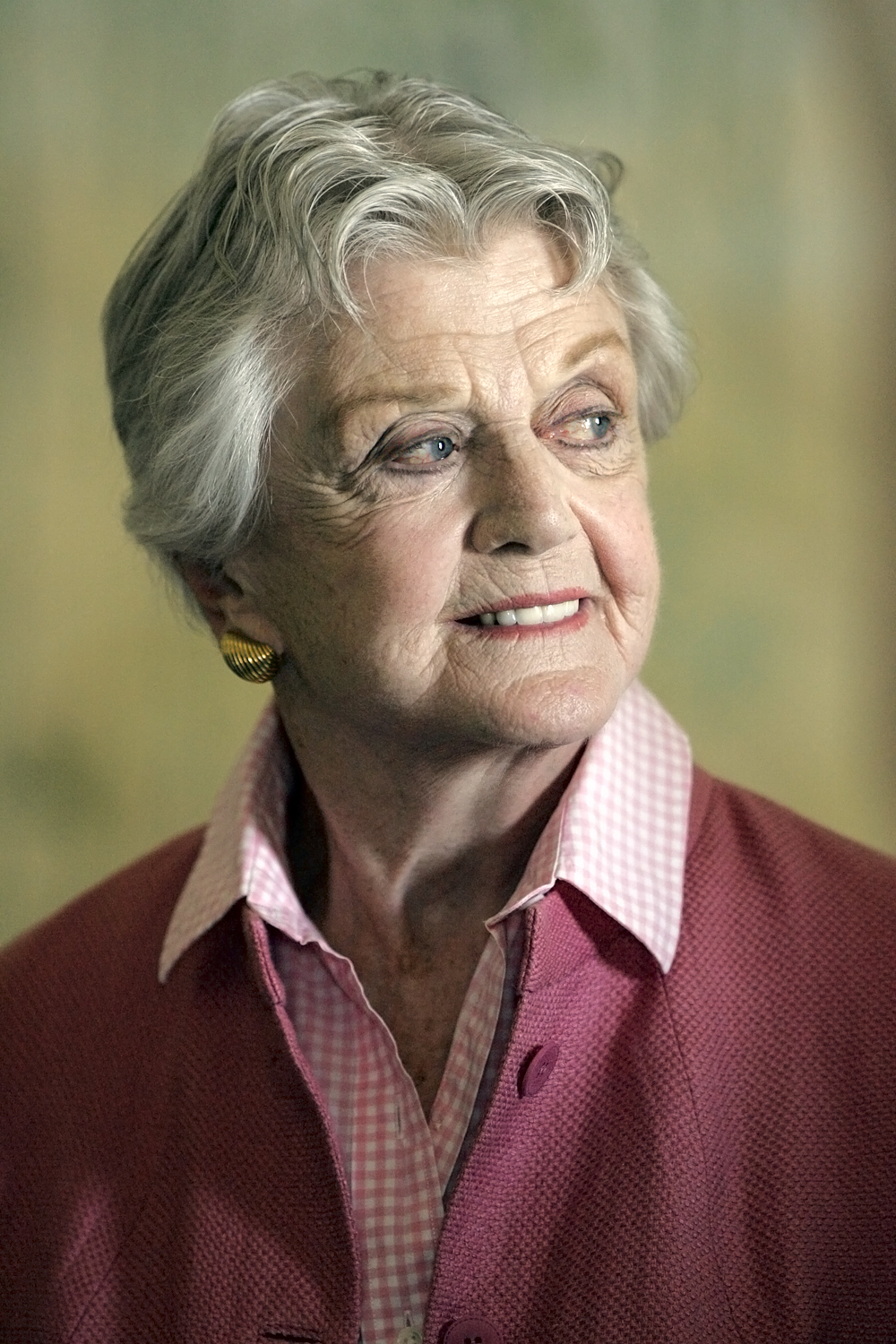
Angela Lansbury,
overleden in 2022

- 1303 - Paus Bonifatius VIII (68), (paus van 1294 tot 1303)
- 1347 - Lodewijk IV van het Heilige Roomse Rijk (65)
- 1472 - Maria van Nassau-Siegen (54), Duits gravin
- 1531 - Huldrych Zwingli (47), Zwitsers kerkhervormer
- 1738 - Charlotte Amalia van Nassau-Dillenburg (58), regentes van Nassau-Usingen en Nassau-Saarbrücken
- 1779 - Casimir Pulaski (34), Pools-Amerikaans vrijheidsstrijder
- 1809 - Meriwether Lewis (35), Amerikaans ontdekkingsreiziger
- 1850 - Louise-Marie d'Orléans (38), eerste koningin der Belgen, prinses van Frankrijk
- 1889 - James Prescott Joule (70), Brits natuurkundige
- 1893 - Ford Madox Brown (72), Engels kunstschilder
- 1896 - Anton Bruckner (72), Oostenrijks componist
- 1902 - Douwe Lubach (86), Nederlands medicus en schrijver
- 1936 - Antonio José Martínez Palacios (34), Spaans componist
- 1940 - Vito Volterra (80), Italiaans wiskundige en natuurkundige
- 1944 - Józef Kałuża (48), Pools voetballer
- 1948 - Jozef van Poppel (36), Belgisch musicus
- 1951 - Giovanni Scatturin (58), Italiaans roeier
- 1961 - Chico Marx (74), Amerikaans komiek
- 1963 - Jean Cocteau (74), Frans dichter, romanschrijver, toneelschrijver, ontwerper en filmmaker
- 1965 - Dorothea Lange (70), Amerikaans fotograaf
- 1973 - Louwe Huizenga (80), Nederlands atleet
- 1977 - Jean Duvieusart (77), Belgisch politicus
- 1978 - Joseph Vander Wee (75), Belgisch atleet en politicus
- 1987 - Uwe Barschel (43), Duits politicus
- 1987 - Tjerk Vermaning (59), Nederlands amateurarcheoloog
- 1989 - Marion King Hubbert (86), Amerikaans geofysicus
- 1991 - Redd Foxx (68), Amerikaans komiek en acteur
- 1992 - Theo Wolvecamp (67), Nederlands Cobra-kunstenaar
- 1993 - Joe Barzda (78), Amerikaans autocoureur
- 1994 - Nic Jonk (66), Nederlands beeldend kunstenaar
- 1995 - Isolde Ahlgrimm (81), Oostenrijks klaveciniste
- 1996 - Lars Ahlfors (89), Fins wiskundige
- 2000 - Donald Dewar (63), eerste premier van het Schots Parlement
- 2000 - Pietro Palazzini (88), Italiaans curiekardinaal
- 2002 - Fritz Halmen (90), Roemeens handballer
- 2002 - Jeanne Verstraete (90), Belgisch-Nederlands actrice
- 2002 - Richard Wailes (66), Amerikaans roeier
- 2004 - Ben Komproe (62), Antilliaans politicus
- 2005 - Tony Bass (71), Nederlands zanger en liedjesschrijver
- 2005 - Cor Veldhoen (66), Nederlands voetballer
- 2006 - Cory Lidle (34), Amerikaans honkballer
- 2007 - Werner von Trapp (91), Oostenrijks-Amerikaans zanger en muzikant
- 2008 - Jörg Haider (58), Oostenrijks politicus
- 2008 - Ernst-Paul Hasselbach (42), Nederlands journalist en televisiepresentator
- 2009 - Joan Martí i Alanis (80), Spaans bisschop
- 2009 - Veronika Neugebauer (40), Duits (stem)actrice
- 2011 - Henk Hofs (60), Nederlands voetballer
- 2011 - Dieudonné Kabongo (61), Congolees-Belgisch kunstenaar
- 2012 - Frank Alamo (70), Frans zanger
- 2012 - Helmut Haller (73), Duits voetballer
- 2012 - Edgar Negret (92), Colombiaans beeldhouwer
- 2013 - Erich Priebke (100), Duits oorlogsmisdadiger
- 2013 - María de Villota (33), Spaans autocoureur
- 2014 - Brian Lemon (77), Brits jazzpianist en -arrangeur
- 2014 - Carmelo Simeone (81), Argentijns voetballer
- 2015 - Wilfried Van Durme (84), Belgisch politicus
- 2016 - Roger Blanpain (84), Belgisch senator en professor arbeidsrecht
- 2018 - Labinot Harbuzi (32), Zweeds voetballer
- 2018 - Auke de Jong (85), Nederlands hoogleraar
- 2018 - Dieter Kemper (81), Duits (baan)wielrenner
- 2018 - Chandrasekhara Rao (82), Indiaas jurist en internationaal rechter
- 2019 - Robert Forster (78), Amerikaans acteur
- 2019 - Aleksej Leonov (85), Russisch kosmonaut
- 2021 - Antônio Afonso de Miranda (101), Braziliaans bisschop
- 2021 - Guy van Grinsven (72), Nederlands fotograaf
- 2022 - Angela Lansbury (96), Brits-Amerikaans actrice
- 2022 - Victor Steeman (22), Nederlands motorcoureur

## Viering/herdenking
- Rooms-katholieke kalender:

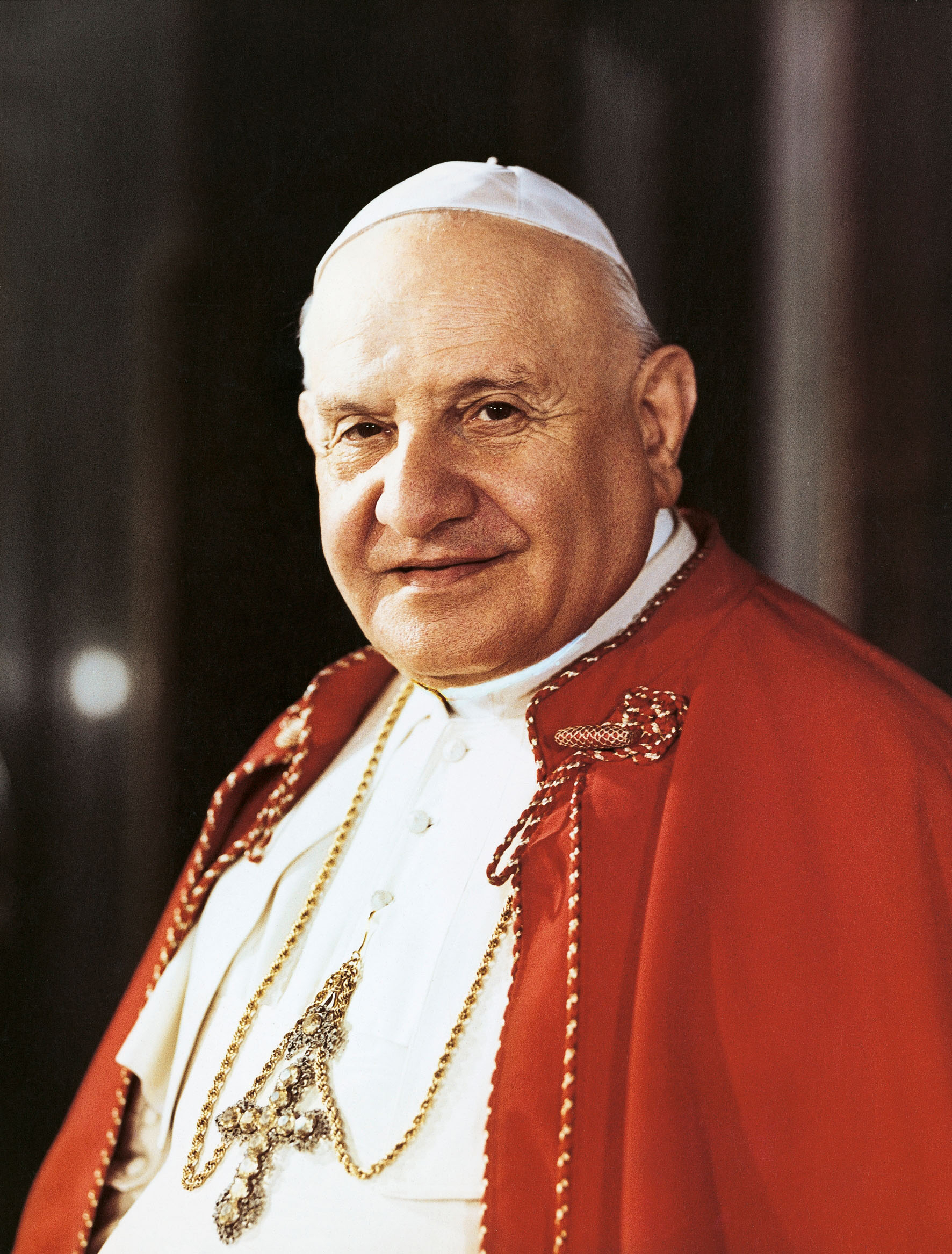
Heilige Johannes XXIII

  - Heilige Johannes XXIII († 1963) - Vrije gedachtenis
  - Heilige Gummarus (van Lier) († ca. 714) - Gedachtenis (in bisdom Antwerpen)
  - Heilige Soledad (Torrès) († 1887)
  - Heilige Filippus († 1e eeuw)
  - Heilige Leodegard van Autun († c. 678)
  - Heilige Kenneth († c. 599)
  - Heilige Bruno de Grote († 965)
  - Heilige Alexander Sauli († 1592)
  - Heilige Juliana van Pavilly († c. 750)
  - Heiligen Nicasius (van Rouen), Quirien (van Malmedy), Scubiculus en Pientia († 285)
  - Heiligen Sanctinus en Antonius van Verdun († 3e eeuw)
  - Heilige Jakob Griesinger († 1491)
- Coming-Outdag in de Verenigde Staten en een reeks andere landen

## Weerextremen

### Nederland
| | Officiële records | Officiële records | Officiële records |      | Landelijke records | Landelijke records | Landelijke records            |
| Gebeurtenis | Jaar              | Extreem           | Locatie           | Jaar | Extreem            | Locatie            |                               |
| --- | ----------------- | ----------------- | ----------------- | ---- | ------------------ | ------------------ | ----------------------------- |
| Laagste etmaalgemiddelde temperatuur (°C) | 1936              | 4,4               | De Bilt           |      | 1919               | 2,7                | Eelde                         |
| Hoogste etmaalgemiddelde temperatuur (°C) | 1976, 2018        | 17,6              | De Bilt           |      | 2018               | 19,2               | Wilhelminadorp                |
| Laagste minimumtemperatuur (°C) | 1936              | −2,7              | De Bilt           |      | 1919               | −3,0               | Eelde                         |
| Hoogste minimumtemperatuur (°C) | 2023              | 15,5              | De Bilt           |      | 2023               | 16,5               | Hoek van Holland, Voorschoten |
| Laagste maximumtemperatuur (°C) | 2013              | 8,6               | De Bilt           |      | 1919               | 6,5                | Eelde                         |
| Hoogste maximumtemperatuur (°C) | 1970              | 23,4              | De Bilt           |      | 1921               | 25,4               | Maastricht                    |
| Hoogste uurgemiddelde windsnelheid (m/s) | 1933              | 15,9              | De Bilt           |      | 1933               | 24,7               | Vlissingen                    |
| Hoogste windstoot (m/s) | 1960, 1987, 2000  | 19,0              | De Bilt           |      | 1981               | 29,3               | Huibertgat                    |
| Langste zonneschijnduur (uur) | 2002              | 10,0              | De Bilt           |      | 2005 2010          | 10,3               | Hupsel Twenthe                |
| Langste neerslagduur (uur) | 2013              | 16,4              | De Bilt           |      | 1980               | 20,5               | Vlissingen                    |
| Hoogste etmaalsom van de neerslag (mm) | 1960              | 27,1              | De Bilt           |      | 1960               | 44,7               | De Kooy                       |
| Laagste etmaalgemiddelde relatieve vochtigheid (%) | 1933              | 68                | De Bilt           |      | 1942 1950, 1953    | 62                 | Vlissingen Maastricht         |
| Laagste uurwaarde luchtdruk op zeeniveau (hPa) | 2000              | 972,8             | De Bilt           |      | 2000               | 970,0              | Vlissingen                    |
| Hoogste uurwaarde luchtdruk op zeeniveau (hPa) | 1911, 1947        | 1034,7            | De Bilt           |      | 1911 1947          | 1034,8             | De Kooy Eelde                 |
| Officiële records worden altijd gemeten op het KNMI-weerstation in De Bilt. Landelijke records kunnen worden gemeten op elk officieel KNMI-weerstation in Nederland. |                   |                   |                   |      |                    |                    |                               |

Uitzonderlijke gebeurtenissen
- 1906 - Laatste officiële warme dag van het jaar (maximumtemperatuur ≥ 20 °C in De Bilt)
- 1970 - Laatste officiële warme dag van het jaar (maximumtemperatuur ≥ 20 °C in De Bilt)
- 1971 - Laatste officiële warme dag van het jaar (maximumtemperatuur ≥ 20 °C in De Bilt)
- 1976 - Laatste officiële warme dag van het jaar (maximumtemperatuur ≥ 20 °C in De Bilt)
- 2023 - Officieel hoogste minimumtemperatuur in °C van oktober dit jaar gemeten in De Bilt: 15,5

### België
Dagrecords
- 1936 - Laagste etmaalgemiddelde temperatuur 4,7 °C
- 1921 - Hoogste etmaalgemiddelde temperatuur 20,5 °C
- 1936 - Laagste minimumtemperatuur −1,2 °C
- 1906 - Hoogste maximumtemperatuur 24,1 °C
- 1884 - Hoogste etmaalsom van de neerslag 48,4 mm

Uitzonderlijke gebeurtenissen
- 1936 - Algemene vorst in België: −0,4 °C in Oostende, −2,2 °C in Forges (Chimay), −4,8 °C op de Baraque Michel (Jalhay).
- 1970 - Maximumtemperatuur tot 25,3 °C in Rochefort.

<< · 1 · 2 · 3 · 4 · 5 · 6 · 7 · 8 · 9 · 10 · 11 · 12 · 13 · 14 · 15 · 16 · 17 · 18 · 19 · 20 · 21 · 22 · 23 · 24 · 25 · 26 · 27 · 28 · 29 · 30 · 31 · >>